# Saint-Firmin-des-Bois
Saint-Firmin-des-Bois és un municipi francès, situat al departament del Loiret i a la regió de Centre – Vall del Loira. L'any 2007 tenia 453 habitants.

## Demografia

### Població
El 2007 la població de fet de Saint-Firmin-des-Bois era de 453 persones. Hi havia 193 famílies, de les quals 51 eren unipersonals (31 homes vivint sols i 20 dones vivint soles), 75 parelles sense fills, 59 parelles amb fills i 8 famílies monoparentals amb fills.
La població ha evolucionat segons el següent gràfic:
Habitants censats

### Habitatges
El 2007 hi havia 284 habitatges, 193 eren l'habitatge principal de la família, 76 eren segones residències i 15 estaven desocupats. 278 eren cases i 6 eren apartaments. Dels 193 habitatges principals, 149 estaven ocupats pels seus propietaris, 38 estaven llogats i ocupats pels llogaters i 6 estaven cedits a títol gratuït; 1 tenia una cambra, 9 en tenien dues, 48 en tenien tres, 67 en tenien quatre i 68 en tenien cinc o més. 137 habitatges disposaven pel capbaix d'una plaça de pàrquing. A 85 habitatges hi havia un automòbil i a 98 n'hi havia dos o més.

### Piràmide de població
La piràmide de població per edats i sexe el 2009 era:
| Homes | Edats   | Dones |
| ----- | ------- | ----- |
| 0     | 95 o +  | 0     |
| 0     | 90 a 94 | 0     |
| 0     | 85 a 89 | 4     |
| 0     | 80 a 84 | 0     |
| 8     | 75 a 79 | 12    |
| 12    | 70 a 74 | 12    |
| 16    | 65 a 69 | 4     |
| 4     | 60 a 64 | 12    |
| 4     | 55 a 59 | 8     |
| 40    | 50 a 54 | 12    |
| 20    | 45 a 49 | 16    |
| 12    | 40 a 44 | 28    |
| 12    | 35 a 39 | 8     |
| 8     | 30 a 34 | 16    |
| 20    | 25 a 29 | 16    |
| 16    | 20 a 24 | 4     |
| 0     | 15 a 19 | 12    |
| 12    | 10 a 14 | 24    |
| 12    | 5 a 9   | 8     |
| 12    | 0 a 4   | 8     |

## Economia
El 2007 la població en edat de treballar era de 304 persones, 239 eren actives i 65 eren inactives. De les 239 persones actives 218 estaven ocupades (124 homes i 94 dones) i 22 estaven aturades (7 homes i 15 dones). De les 65 persones inactives 28 estaven jubilades, 17 estaven estudiant i 20 estaven classificades com a «altres inactius».

### Ingressos
El 2009 a Saint-Firmin-des-Bois hi havia 215 unitats fiscals que integraven 500,5 persones, la mediana anual d'ingressos fiscals per persona era de 19.511 €.

### Activitats econòmiques
Dels 11 establiments que hi havia el 2007, 3 eren d'empreses de construcció, 1 d'una empresa de comerç i reparació d'automòbils, 2 d'empreses de transport, 1 d'una empresa de serveis, 2 d'entitats de l'administració pública i 2 d'empreses classificades com a «altres activitats de serveis».
Dels 4 establiments de servei als particulars que hi havia el 2009, 2 eren guixaires pintors, 1 perruqueria i 1 saló de bellesa.
L'any 2000 a Saint-Firmin-des-Bois hi havia 20 explotacions agrícoles que ocupaven un total de 1.800 hectàrees.

## Equipaments sanitaris i escolars
El 2009 hi havia una escola elemental integrada dins d'un grup escolar amb les comunes properes formant una escola dispersa.

## Poblacions més properes
El següent diagrama mostra les poblacions més properes.